# Турки в Україні
Турки в Україні — турецька етнічна меншина, яка проживає на території України. Загальна чисельність діаспори (згідно з даними перепису) становить 8844 осіб, більшість яких проживає у Херсонській (3736 особи) та Донецькій (1791 особи) областях.

## Історія
Вперше турки на території України з'явились у XV столітті, захопивши генуезькі торговельні колонії на південному узбережжі Криму. Згодом Османська імперія встановила протекторат над Кримським ханством.
У 1475 році османський флот під командуванням Гедик Ахмед-паші здійснив військовий похід на Кримське узбережжя. У результаті цієї кампанії Османська імперія захопила всі генуезькі фортеці та колонії. Це стало ключовим моментом, оскільки Османська імперія безпосередньо встановила свій контроль над стратегічно важливими портами на Чорному морі.
Після завоювання генуезьких колоній, Османська імперія також встановила протекторат над Кримським ханством. Це відбулося після того, як кримський хан Менглі I Ґерай визнав себе васалом османського султана. Кримське ханство залишалося формально незалежною державою, але фактично перебувало під значним впливом і контролем Османської імперії. Хани приходили до влади за згодою султана, а кримськотатарська армія часто брала участь у османських військових кампаніях.
Після Бучацького мирного договору 1672 року, значна частина Правобережної України, зокрема Поділля, потрапила під безпосередній контроль Османської імперії. У Кам'янці-Подільському діяла турецька адміністрація, будувалися мечеті. Це був період, який залишив помітний слід в українській історії та фольклорі.
Під час Першої світової війни Османська імперія була союзником Австро-Угорщини та Німецької імперії у складі Центральних держав. На Східному фронті, зокрема на території сучасної Західної України (тоді — частина Австро-Угорської імперії), відбувалися запеклі бої між австро-угорськими (та їхніми союзниками) і російськими військами.
У 1916 році, під час так званого Брусиловського прориву, османські війська були перекинуті на Галицький фронт для підтримки австро-угорських сил. Вони брали участь у важких боях, зокрема в районі Рогатина, де і розташоване село Лопушня. Багато турецьких солдатів загинули в цих боях, і їхні тіла були поховані на місці. Вони проявили себе як хоробрі воїни, взяли в полон 12 російських офіцерів і 853 солдатів.
У селі Лопушня Івано-Франківської області зберігся цвинтар на якому поховані турецькі військові, що загинули у Першій світовій війні.
У 1990-х рр. у зв'язку із збільшенням торгових контактів між Україною і Туреччиною стала рости швидкими темпами турецька діаспора в Україні. Більша частина їх прибувала сюди як трудові мігранти, що працювали переважно у сфері будівництва.
На території України проживає значна кількість представників турецького субетносу — турків-месхетинців. Зазнавши репресій з боку радянської влади, яка в 1944 році депортувала десятки тисяч турків-месхетинців з південних районів Грузії до республік Центральної Азії, вони були змушені покинути Узбекистан через загострення загострення міжетнічного конфлікту та оселятись у багатьох країнах Європи і Азії. Значна частина турків-месхетинців оселилася в Україні, переважно у сільській місцевості Херсонської, Донецької, Миколаївської та Запорізької областей.

## Розселення
В Україні станом на 2022 рік проживало близько 25 тисяч турків. Також 8 тисяч турків-месхетинців.
Більша частина сучасної турецької громади з'явилась на території України після здобуття нею незалежності— із 262 чоловік у 1989 році (згідно з даними перепису) до 9 180 осіб (8 844 турків та 336 турків-месхетинців) у 2001 році (згідно з даними перепису).
Динаміка чисельності турків та турків-месхетинців у регіонах за даними переписів
|                           | 1989 | 2001 |
| ------------------------- | ---- | ---- |
| АР Крим і Севастополь     | 13   | 1022 |
| Вінницька область         |      | 21   |
| Волинська область         |      |      |
| Дніпропетровська область  | 20   | 124  |
| Донецька область          | 49   | 1910 |
| Житомирська область       | 5    | 2    |
| Закарпатська область      | 24   | 5    |
| Запорізька область        | 14   | 357  |
| Івано-Франківська область |      | 2    |
| Київська область          | 8    | 125  |
| Кіровоградська область    | 2    | 3    |
| Луганська область         | 18   | 36   |
| Львівська область         | 6    | 12   |
| Миколаївська область      | 4    | 759  |
| Одеська область           | 31   | 182  |
| Полтавська область        | 5    | 161  |
| Рівненська область        | 1    | 2    |
| Сумська область           | 1    | 100  |
| Тернопільська область     |      | 5    |
| Харківська область        | 20   | 392  |
| Херсонська область        | 8    | 3795 |
| Хмельницька область       |      | 22   |
| Черкаська область         | 1    | 9    |
| Чернівецька область       | 1    | 5    |
| Чернігівська область      |      | 3    |
| Київ (міськрада)          | 31   | 126  |
| Україна                   | 262  | 9180 |

Для представників громади характерний високий показник народжуваності, про що свідчить динаміка кількості учнів турецько-месхетинської національності в школах Чаплинського району Херсонської області, який є місцем проживання для майже 2/3 турецького населення області (2278 з 3763 осіб), станом на 2001/2002 навчальний рік:
| Орієнтовний рік народження учнів | Навчальні класи | Всього учнів в школах району, осіб | З них турків-месхетинців, осіб | З них турків-месхетинців, % |
| -------------------------------- | --------------- | ---------------------------------- | ------------------------------ | --------------------------- |
| 1995                             | 1               | 641                                | 72                             | 11,2                        |
| 1996                             | 2               | 720                                | 75                             | 10,4                        |
| 1994                             | 3               | 670                                | 64                             | 9,6                         |
| 1992                             | 4               | 417                                | 35                             | 8,3                         |
| 1991                             | 5               | 739                                | 70                             | 9,4                         |
| 1990                             | 6               | 722                                | 73                             | 10,1                        |
| 1989                             | 7               | 716                                | 59                             | 8,2                         |
| 1988                             | 8               | 732                                | 44                             | 6,0                         |
| 1987                             | 9               | 632                                | 42                             | 6,6                         |
| 1986                             | 10              | 402                                | 19                             | 4,7                         |
| 1985                             | 11              | 407                                | 6                              | 1,5                         |

У деяких селах району діти турецько-месхетинскої національності складають значну частку — Морозівка (76,3 %), Балтазарівка (33,5 %), Надеждівка (30,4 %), Скадовка (25,8 %), Павлівка (23,9 %), Хрестівка (23,6 %).
Другим за кількістю регіоном розселення турків є Донецька область, де вони компактно розселились у межах Бахмутського (0,6 % населення), Слов'янського (0,5 % населення) та Великоновосільківського районів (0,3 % населення).

## Мова
Для турецького населення характерна сильна національна самоідентичність, що пов'язано, насамперед, із високою часткою тих хто вважає турецьку мову рідною:
| Рідна мова      | Кількість турків | %    |
| --------------- | ---------------- | ---- |
| Турецька мова   | 7 923            | 89,6 |
| Російська мова  | 567              | 6,4  |
| Українська мова | 133              | 1,5  |
| Інша            | 109              | 1,2  |

## Культура
В Україні функціонують турецькі культурні центри, такі як Інститут імені Юнуса Емре в Києві, які пропонують курси турецької мови, організовують культурні заходи, знайомлячи українців з багатою турецькою культурою.
На території України діє філія міжнародного національно-культурного товариства турків-месхетинців «Ватан» (батьківщина). Попри те, що в деяких сільських школах кількісно переважають учні турецько-месхетинської національності ані турецьких шкіл, ані класів, гуртків, факультативів, ані предметів з турецькою мовою навчання немає.

### Господарська система
Основним заняттям і джерелом доходу турків-месхетинців, які проживають на півдні України, є вирощування овочів та баштанних культур. Для чоловіків характерна зайнятість у сфері будівництва.
Турки-месхетинці, ще з часів їхнього проживання в Середній Азії, зберігали глибокі аграрні традиції та знання у вирощуванні різних культур. Після переселення в Україну, особливо у південні регіони з родючими ґрунтами та сприятливим кліматом, вони змогли ефективно застосувати ці навички. Часто це є сімейним бізнесом, де задіяні всі члени родини, що дозволяє ефективно вести господарство та обробляти великі площі землі.
Багато чоловіків, окрім участі в сільськогосподарських роботах (які часто мають сезонний характер), або як основне джерело доходу, працюють у будівельній сфері. Це може бути як робота на великих будівельних об'єктах у містах, так і приватні замовлення на будівництво чи ремонт.

## Релігія

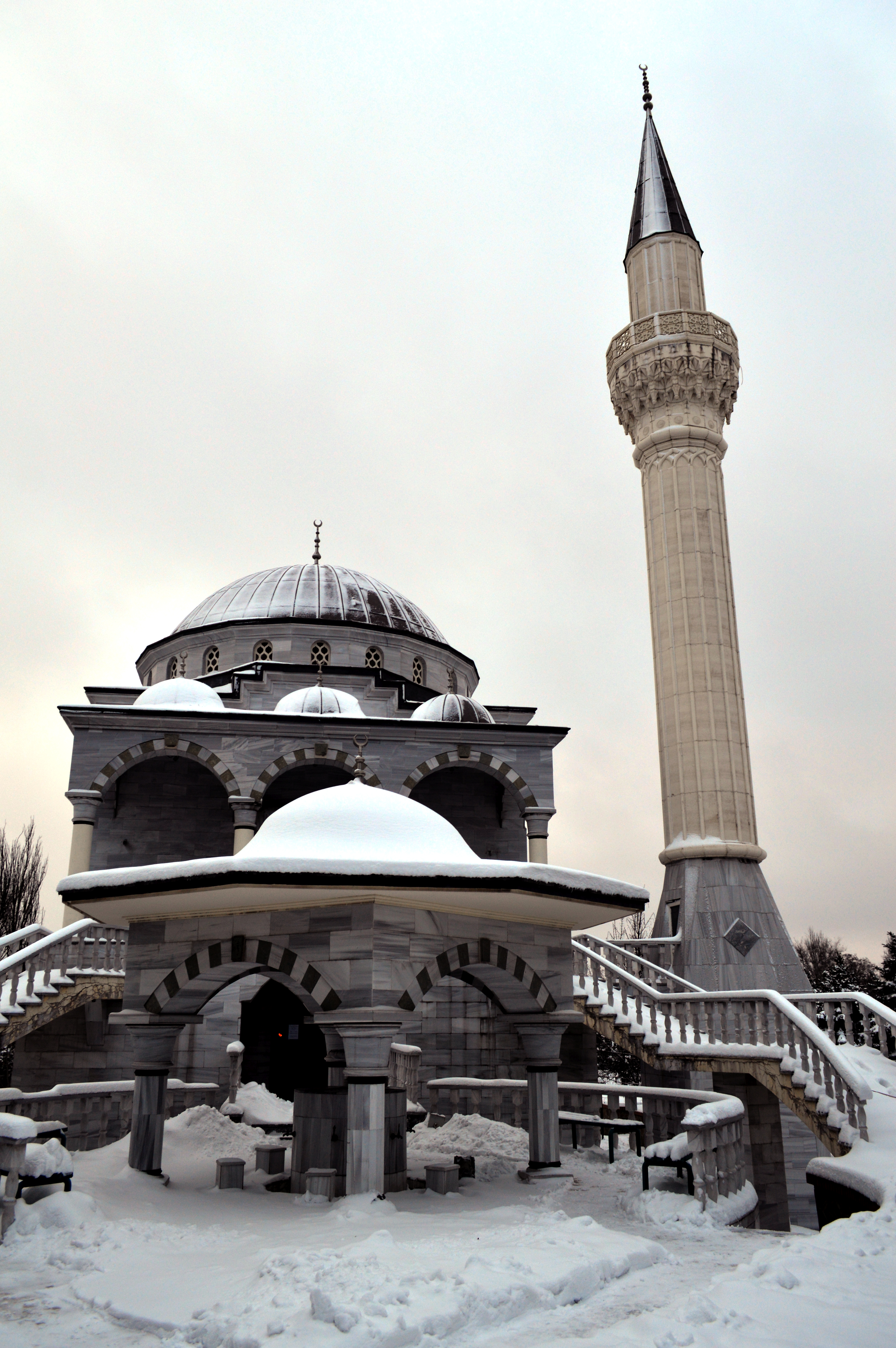
Мечеть султана Сулеймана та Роксолани

Переважна більшість представників турецької громади в Україні сповідує іслам. 
Мусульманські свята, такі як Курбан-Байрам (Ід аль-Адха) та Ураза-Байрам (Ід аль-Фітр), широко відзначаються.
На честь султана Сулеймана Великого і Роксолани 15 жовтня 2007 року, в присутності високих гостей із Туреччини, була відкрита Маріупольська мечеть та однойменний ісламський культурний центр. Цей вибір назви символізує історичні зв'язки між Україною та Османською імперією, адже Роксолана, як відомо, була українського походження.
Управління у справах релігій Турецької Республіки (тур. Diyanet İşleri Başkanlığı), яке зазвичай називають просто Діянет має представництво та веде діяльність в Україні. Діянет активно співпрацює з Духовним управлінням мусульман Криму (ДУМ АРК) на материковій частині України, а також з Духовним управлінням мусульман України "Умма". Метою такої співпраці є підтримка мусульманської громади, організація релігійних заходів, надання духовної допомоги.
До повномасштабного вторгнення Росії, Діянет міг направляти імамів з Туреччини для роботи в мусульманських громадах України, особливо в місцях компактного проживання кримських татар на півдні Херсонської області. Однак, у 2022 році, через війну, Діянет відкликав своїх імамів з України.

## Освіта
Фонд освіти Туреччини (Türkiye Maarif Vakfı) планує відкрити школу у Києві. За місяць до початку відкритого вторгнення РФ в Україну керівник фонду провів переговори щодо придбання будівлі для нового навчального закладу у Києві відповідно до підписаного меморандуму який був підписаний три роки тому урядом України та Туреччини. Про це повідомив керівник фонду доктор Бірол Акгюн та посол України Ягмур Ахмет Гульдере.

## Кухня
Сьогодні кафе турецької кухні розташовані по всій Україні, продають такі популярні страви, як кебаб у кіосках на винос або у турецьких ресторанах.

## Відомі турки народжені в України
- Ельвіра Камалоглу — турецька борчиня вільного стилю українського походження.

## Цікаві факти
- У Київському політехнічному інституті навчався турецький актор Фуркан Андич, що зіграв роль Саваша Саргуна у серіалі «Кохання Мер'єм» (тур. Meryem).[16]

## Галерея

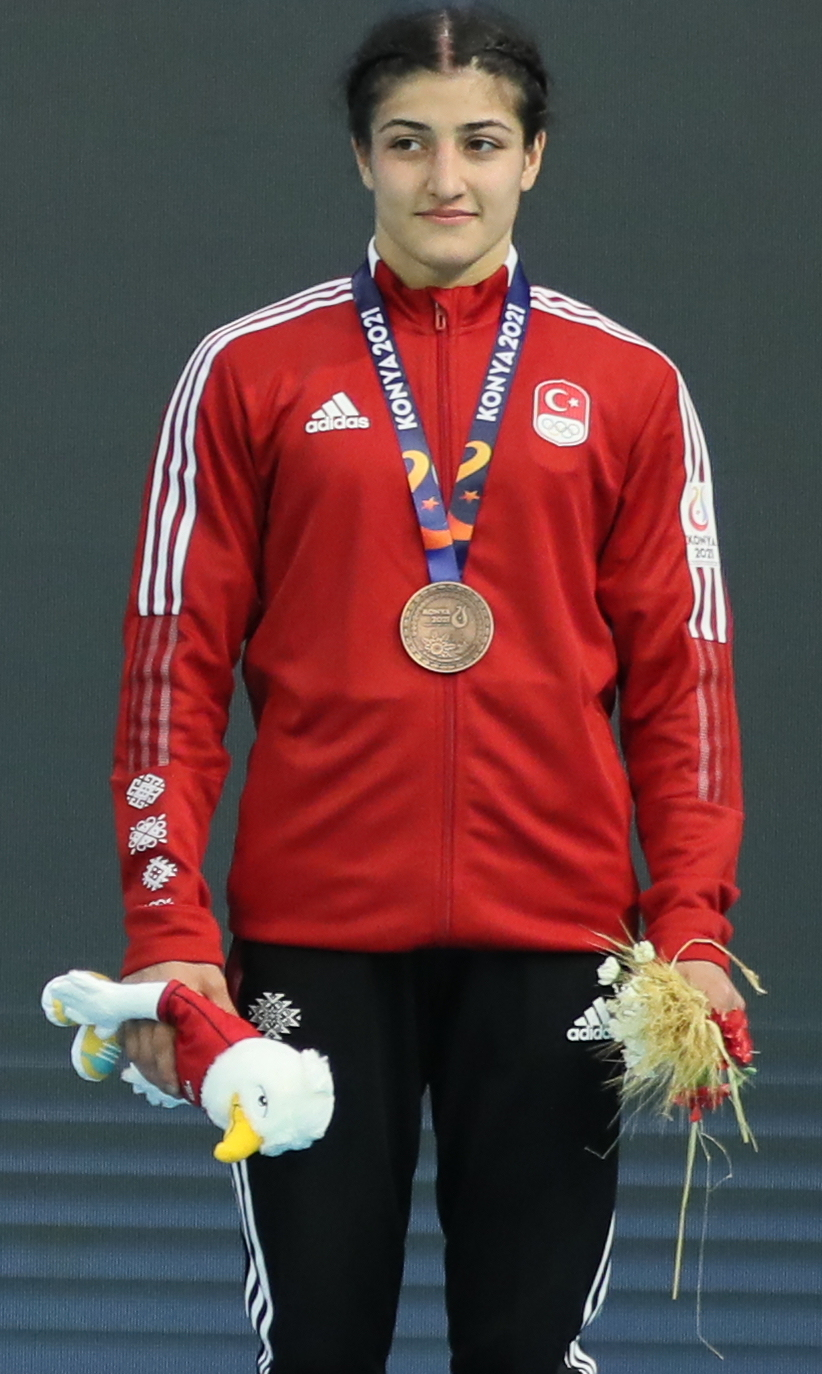
Ельвіра Камалоглу
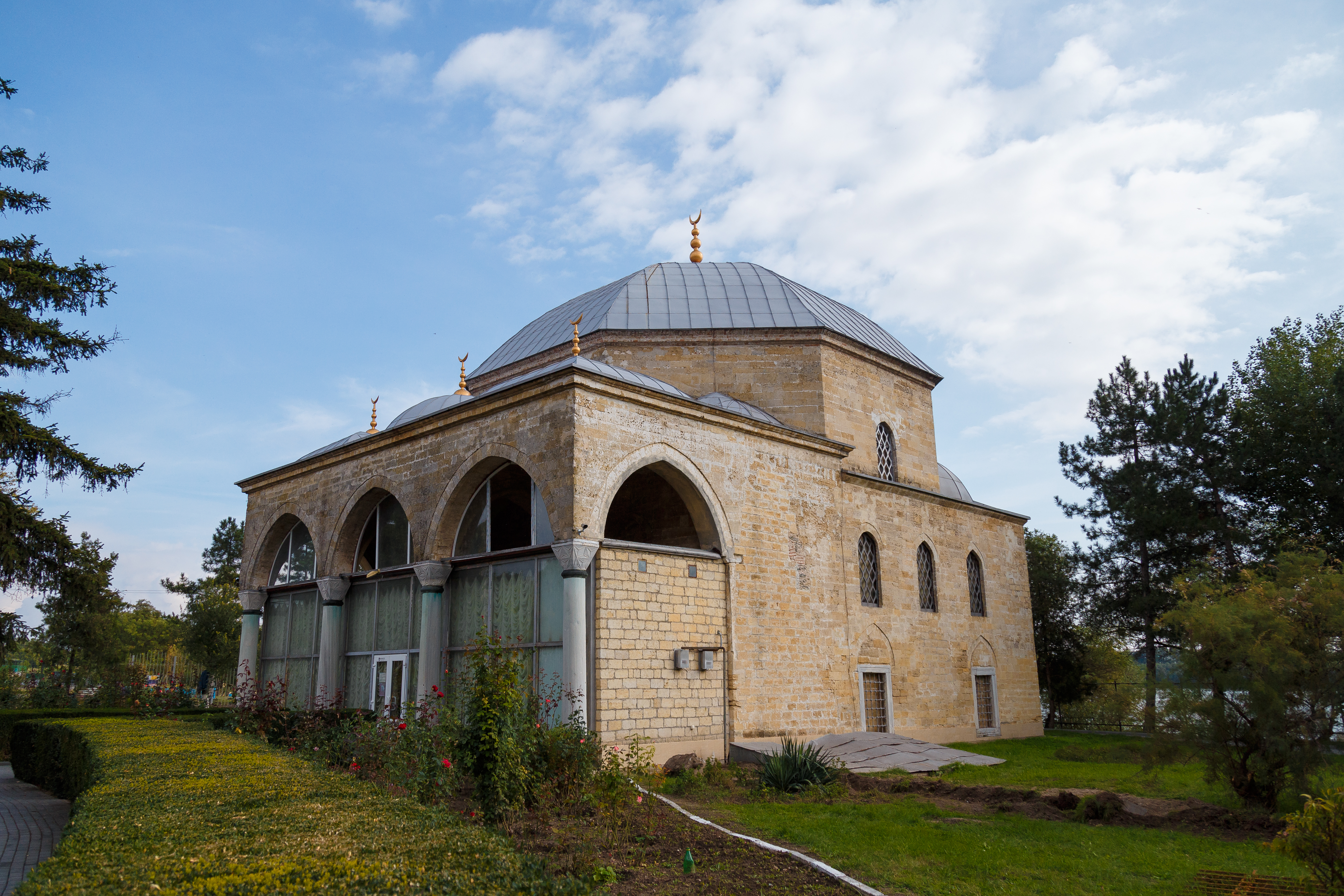
Кучук Джамі у місті Ізмаїл